# Life in General
Life In General est le troisième album du groupe punk / rock MxPx sorti en 1997 sous le label Tooth & Nail Records et A&M Records

## Liste des titres
- Middlename
- My Mom Still Cleans My Room
- Do Your Feet Hurt
- Sometimes You Have To Ask Yourself
- The Wonder Years
- Move To Bremerton
- New York To Nowhere
- Andrea
- Your Problem My Emergency
- Chick Magnet
- Today Is In My Way
- Sorry So Sorry
- Doing Time
- Correct Me If I'm Wrong
- Cristalena
- Destroyed By You
- Southbound